# Sciapus oldenbergi
Sciapus oldenbergi är en tvåvingeart som beskrevs av Octave Parent 1932. Sciapus oldenbergi ingår i släktet Sciapus och familjen styltflugor. Inga underarter finns listade i Catalogue of Life.